# ساشين تندولكار

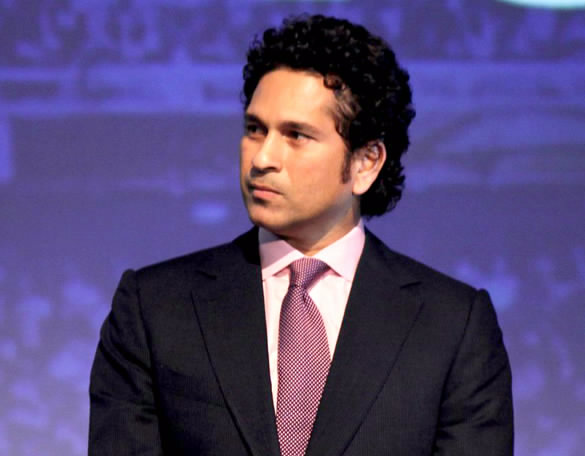

سصن روميش تندولكر لاعب كريكت هندي سابق، ولد في 24 أبريل 1973 في مومباي. هو أول من صنع 200 نقطة في نوع الكركت «وندي» (اليومي)، وأكثر نقطة (رمية) في نوع الكركت «وندي» و«تيست» في العالم كله، وأول من صنع مائة مئات نقطة في الكريكت ولم يصل أحد إلى قربه أيضاً.
قام بقيادة الفريق الهندي للكركت من سنة 1996 إلى 1996م ولكن لم يفز الفريق الهندي في قيادته كثيراً حتى اضطرت وزارة اللعبة إلى عزله عن القيادة وإبقائه جزاء للفريق فقط. كثير من اللاعبين الكبار قالوا عنه: «بأن تندولكر هو واحد في العالم ولا أحد يساويه».

## روابط خارجية
- ساشين تندولكار على موقع IMDb (الإنجليزية)
- ساشين تندولكار على موقع الموسوعة البريطانية (الإنجليزية)
- ساشين تندولكار على موقع إن إن دي بي (الإنجليزية)
- ساشين تندولكار على موقع قاعدة بيانات الفيلم (الإنجليزية)
- ساشين تندولكار على موقع إي آس بي آن كريك إنفو (الإنجليزية)
- ساشين تندولكار على موقع ويزدن الهند (الإنجليزية)